# عثمان‌کوی (احسانیه)
عثمان‌کوی (به ترکی استانبولی: Osmanköy) یک منطقهٔ مسکونی در ترکیه است که در احسانیه واقع شده‌است.